# Adriano Martins
Adriano Soares Martins (Manaus, 16 de dezembro de 1982) é um lutador brasileiro de artes marciais mistas, atualmente compete no Peso Leve do Ultimate Fighting Championship.

## Carreira no MMA

### Começo da carreira
Martins construiu um recorde de 23–6 enquanto lutava no Brasil.

### Strikeforce
Martins era esperado para fazer sua estreia no Strikeforce contra Isaac Vallie-Flagg em 29 de setembro de 2012 no Strikeforce: Melendez vs. Healy. Porém, o evento foi cancelado devido a uma lesão de Gilbert Melendez que lutaria no evento principal.
Martins enfrentou Jorge Gurgel em 12 de janeiro de 2013 no Strikeforce: Marquardt vs. Saffiedine. Ele venceu a luta por decisão unânime.

### Ultimate Fighting Championship
Martins fez sua estréia promocional contra Daron Cruickshank em 9 de novembro de 2013 no UFC Fight Night: Belfort vs. Henderson II. Ele venceu por finalização com uma kimura no segundo round. A vitória também lhe rendeu o prêmio de Finalização da Noite.
Martins enfrentou Donald Cerrone em 25 de janeiro de 2014 no UFC on Fox: Henderson vs. Thomson. Ele perdeu por nocaute no primeiro round após receber um chute na cabeça.
Martins nocauteou com um belo soco o mexicano estreante no UFC, Juan Puig em 6 de julho de 2014 no The Ultimate Fighter 19 Finale. A sua performance lhe rendeu o prêmio de Performance da Noite.
Martins enfrentou o russo Rustam Khabilov no UFC Fight Night: Pezão vs. Mir em Porto Alegre no dia 22 de fevereiro de 2015 e venceu por decisão dividida.
Martins enfrentou o também russo Islam Makhachev em 3 de outubro de 2015 no UFC 192. Ele o derrotou por nocaute com um belo cruzado no primeiro round, sendo o primeiro homem a derrotar Makhachev.

## Campeonatos e realizações
| - Ultimate Fighting Championship - Finalização da Noite (Uma vez) - Jungle Fight - Campeão Interino Peso Leve do Jungle Fight (duas vezes) - Uma Defesa de Título com sucesso - Win Fight & Entertainment - Campeão Peso Leve do WFE (uma vez) | - Brazilian jiu-jitsu - Medalhista de Bronze Mundial (faixa preta em 2006) - Duas vezes Campeão Mundial (faixa azul em 2003, peso aberto em 2004 – roxa) - Medalhista de Ouro na Copa Mundial da CBJJO (peso leve absoluto em 2005 – marrom) - Campeão da Copa Dumau (2008) - Medalhista de Bronze na Copa Dumau (peso aberto em 2008) |

## Cartel no MMA
| Cartel no MMA   |             |             |
| 42 lutas        | 29 vitórias | 12 derrotas |
| Por nocaute     | 13          | 3           |
| Por finalização | 3           | 0           |
| Por decisão     | 13          | 9           |
| No contest      | 1           | 1           |

| Res.    | Cartel    | Oponente                      | Método                                  | Evento                                    | Data       | Round | Tempo | Local                   | Notas                                                 |
| ------- | --------- | ----------------------------- | --------------------------------------- | ----------------------------------------- | ---------- | ----- | ----- | ----------------------- | ----------------------------------------------------- |
| Vitória | 29-12 (1) | Donovan Desmae                | Decisão (dividida)                      | Kongs FC 2                                | 30/03/2024 | 3     | 5:00  | Niort                   |                                                       |
| Derrota | 28-12 (1) | Carlos Silva                  | Decisão (unânime)                       | Copa Norte de MMA 2021                    | 31/07/2021 | 3     | 5:00  | Manaus                  |                                                       |
| Derrota | 28-11 (1) | Kaynan Kruschewsky            | Decisão (unânime)                       | Future FC 10                              | 06/12/2019 | 3     | 5:00  | São Paulo               |                                                       |
| NC      | 28-10 (1) | Adriano Rodrigues de Oliveira | Sem Resultado (Dedo no Olho)            | Shooto Brasil 90                          | 15/03/2019 | 1     | 0:00  | Rio de Janeiro          |                                                       |
| Derrota | 28-10     | Alexandr Shabliy              | Decisão (unânime)                       | Fight Night Global 87                     | 19/05/2018 | 3     | 5:00  | Rostov                  |                                                       |
| Derrota | 28-9      | Kajan Johnson                 | Nocaute (soco)                          | UFC 215: Nunes vs. Shevchenko II          | 09/09/2017 | 3     | 0:49  | Edmonton, Alberta       |                                                       |
| Derrota | 28-8      | Leonardo Santos               | Decisão (dividida)                      | UFC 204: Bisping vs. Henderson II         | 08/10/2016 | 3     | 5:00  | Manchester              |                                                       |
| Vitória | 28-7      | Islam Makhachev               | Nocaute (soco)                          | UFC 192: Cormier vs. Gustafsson           | 03/10/2015 | 1     | 1:46  | Houston, Texas          | Performance da Noite.                                 |
| Vitória | 27-7      | Rustam Khabilov               | Decisão (dividida)                      | UFC Fight Night: Pezão vs. Mir            | 22/02/2015 | 3     | 5:00  | Porto Alegre            |                                                       |
| Vitória | 26-7      | Juan Puig                     | Nocaute (soco)                          | The Ultimate Fighter 19 Finale            | 06/07/2014 | 1     | 2:21  | Las Vegas, Nevada       | Performance da Noite.                                 |
| Derrota | 25-7      | Donald Cerrone                | Nocaute (chute na cabeça)               | UFC on Fox: Henderson vs. Thomson         | 25/01/2014 | 1     | 4:40  | Chicago, Illinois       |                                                       |
| Vitória | 25-6      | Daron Cruickshank             | Finalização (kimura)                    | UFC Fight Night: Belfort vs. Henderson II | 09/11/2013 | 2     | 2:49  | Goiânia                 | Finalização da Noite.                                 |
| Vitória | 24-6      | Jorge Gurgel                  | Decisão (unânime)                       | Strikeforce: Marquardt vs. Saffiedine     | 12/01/2013 | 3     | 5:00  | Oklahoma City, Oklahoma |                                                       |
| Vitória | 23-6      | Jimmy Donahue                 | Nocaute Técnico (socos)                 | Jungle Fight 37                           | 31/03/2012 | 1     | 1:02  | São Paulo               | Defendeu o Cinturão Peso Leve do Jungle Fight.        |
| Vitória | 22-6      | Neilson Gomes                 | Nocaute Técnico (socos)                 | Jungle Fight 34                           | 26/11/2011 | 1     | 1:21  | Rio de Janeiro          | Ganhou o Cinturão Interino Peso Leve do Jungle Fight. |
| Vitória | 21-6      | Marcio Henrique Castanheira   | Finalização (guilhotina)                | Mr. Cage 6                                | 30/09/2011 | 1     | N/A   | Manaus                  |                                                       |
| Vitória | 20-6      | Diego Braga Alves             | Decisão (unânime)                       | WFE 10: Platinum                          | 16/09/2011 | 5     | 5:00  | Salvador                | Ganhou o Cinturão Peso Leve do WFE.                   |
| Derrota | 19-6      | Francisco Trinaldo            | Decisão (majoritária)                   | Jungle Fight 30                           | 30/07/2011 | 3     | 5:00  | Belém                   | Pelo Cinturão Peso Leve do Jungle Fight.              |
| Vitória | 19-5      | Jamil Silveira                | Nocaute Técnico (socos)                 | Mr. Cage 5                                | 29/04/2011 | 2     | 2:19  | Manaus                  |                                                       |
| Vitória | 18-5      | Ronildo Augusto Braga         | Nocaute Técnico (socos)                 | Jungle Fight 27                           | 21/04/2011 | 1     | 2:54  | Brasília                | Ganhou o Cinturão Peso Leve do Jungle Fight.          |
| Vitória | 17-5      | Nilson Assunção               | Nocaute Técnico (interrupção do córner) | Jungle Fight 26                           | 02/04/2011 | 1     | N/A   | São Paulo               |                                                       |
| Vitória | 16-5      | Ronys Torres                  | Decisão (unânime)                       | Amazon Show Combat                        | 09/09/2010 | 3     | 5:00  | Manaus                  |                                                       |
| Vitória | 15-5      | Pedro Irie                    | Decisão (dividida)                      | MF 7: Rally Brazil                        | 24/07/2010 | 3     | 5:00  | Itatiba                 |                                                       |
| Vitória | 14-5      | Dylan Clay                    | Decisão (unânime)                       | VTC: Brazil vs. USA                       | 06/03/2010 | 3     | 5:00  | Manaus                  |                                                       |
| Derrota | 13-5      | Jamil Silveira                | Decisão (dividida)                      | Vision Fight                              | 20/12/2009 | 3     | 5:00  | Boa Vista               |                                                       |
| Vitória | 13-4      | Daniel Trindade               | Decisão (unânime)                       | Roraima Show Fight 5                      | 12/07/2009 | 3     | 5:00  | Boa Vista               |                                                       |
| Vitória | 12-4      | Luis Santos                   | Decisão (dividida)                      | Hero's The Jungle 3                       | 09/05/2009 | 3     | 5:00  | Manaus                  |                                                       |
| Derrota | 11-4      | Keita Nakamura                | Decisão (dividida)                      | Dream 6                                   | 23/09/2008 | 2     | 5:00  | Saitama                 |                                                       |
| Derrota | 11-3      | Ronys Torres                  | Nocaute Técnico (socos)                 | Hero's the Jungle 2                       | 07/04/2008 | 2     | N/A   | Manaus                  |                                                       |
| Vitória | 11-2      | Diego Braga Alves             | Decisão (unânime)                       | Amazon Challenge 2                        | 01/03/2008 | 3     | 5:00  | Manaus                  |                                                       |
| Vitória | 10-2      | Michel Addario Bastos         | Nocaute Técnico (socos)                 | Hero's the Jungle                         | 13/10/2007 | 1     | 4:24  | Manaus                  |                                                       |
| Vitória | 9-2       | Julian Fabrin Soares          | Nocaute Técnico (socos)                 | Cassino Fight 4                           | 15/09/2007 | 3     | 1:19  | Manaus                  |                                                       |
| Vitória | 8-2       | Luciano Azevedo               | Decisão (dividida)                      | Cassino Fight 3                           | 21/04/2007 | 3     | 5:00  | Manaus                  |                                                       |
| Vitória | 7-2       | Steve Reyna                   | Finalização (mata leão)                 | Jungle Fight 6                            | 29/04/2006 | 2     | 0:35  | Manaus                  |                                                       |
| Vitória | 6-2       | Daniel Trindade               | Nocaute (joelhada)                      | Roraima Kombat                            | 08/04/2006 | 2     | 3:01  | Boa Vista               |                                                       |
| Vitória | 5-2       | Jorge Clay                    | Nocaute Técnico (socos)                 | Amazon Ultimate Fight                     | 04/06/2005 | 3     | 1:40  | Manaus                  |                                                       |
| Vitória | 4-2       | Daniel Trindade               | Nocaute                                 | Roraima Combat 1                          | 08/04/2005 | 2     | N/A   | Boa Vista               |                                                       |
| Derrota | 3-2       | Gleison Tibau                 | Decisão (unânime)                       | Amazônia Fight 1                          | 08/04/2005 | 3     | 5:00  | Manaus                  |                                                       |
| Derrota | 3-1       | Boris Jonstomp                | Decisão                                 | Jungle Fight 2                            | 15/05/2004 | 3     | 5:00  | Manaus                  |                                                       |
| Vitória | 3-0       | Erick Cardoso                 | Decisão (unânime)                       | Gladiator of the Jungle 1                 | 07/03/2004 | 1     | 10:00 | Manaus                  |                                                       |
| Vitória | 2-0       | Robert Fonseca                | Nocaute (socos)                         | Gladiator of the Jungle 1                 | 07/03/2004 | 1     | 4:53  | Manaus                  |                                                       |
| Vitória | 1-0       | Lucas Lopes                   | Decisão (unânime)                       | Gladiator of the Jungle 1                 | 07/03/2004 | 1     | 10:00 | Manaus                  |                                                       |